# Mesoligia latistriata
Mesoligia latistriata är en fjärilsart som beskrevs av Kerry Knudsen och Hoffmeyer 1935. Mesoligia latistriata ingår i släktet Mesoligia och familjen nattflyn. Inga underarter finns listade i Catalogue of Life.